# روبرت د. روبنز
روبرت د. روبنز (بالإنجليزية: Robert D. Robbins)‏ هو سياسي أمريكي، ولد في 27 أغسطس 1944 في الولايات المتحدة. حزبياً، نشط في الحزب الجمهوري. وقد انتخب عضو مجلس ولاية بنسيلفانيا وانتخب عضو مجلس نواب بنسيلفانيا.